# Список персонажей телесериала «Отчаянные домохозяйки»

## Сьюзан Майер и её окружение
- Сьюзан Майер (в 4, 6-8 сезоне — Сьюзан Дельфино) (Тери Хэтчер) — сначала Сьюзан предстаёт перед нами в роли разведённой матери 14-летней дочери Джули. Однако потом она выходит замуж за своего соседа Майка Дельфино и, наконец, становится счастлива. Работает иллюстратором детских книжек. Позже разводится с Майком, у неё рождается сын. Сьюзан очень весёлая и активная женщина, вечно попадающая в нелепые истории. В 7 сезоне после потасовок на улице вызванные Полом Янгом лишилась почки, нуждается в пересадке донорской.
- Майк Дельфино (Джеймс Дентон) — сантехник, за которого с первых серий борются Сьюзан и Иди. Как выясняется, он был послан отцом Дейдры Тейлор для поиска её убийцы, но это не единственная тёмная история, связанная с ним. В конце второго сезона его сбивает Орсон Ходж, и Майк попадает в кому на полгода. Когда Майк выздоравливает, он забывает своё прошлое и начинает встречаться с Иди, однако потом всё вспоминает и женится на Сьюзан. Родной отец Зака Янга. В 8 сезоне 16 серии убит ростовщиком Бена.
- Джули Майер (Андреа Боуэн) — дочь Сьюзан. Какое-то время встречалась с Заком, но порвала с ним, испугавшись его психического состояния. Потом встречалась с племянником Иди, однако тот разбил ей сердце, переспав с дочкой Бри. В шестом сезоне подозревала, что беременна от Ника Болена. В последнем сезоне вернулась из колледжа беременая от сына Линетт Портера Скаво.
- Карл Майер (Ричард Бёрджи) — бывший муж Сьюзан, бросивший её ради своей секретарши. Впоследствии был помолвлен с Иди Бритт и вновь пытался ухаживать за Сьюзан. Затем у него вновь появляется семья, а несколько лет спустя после ухода жены у Карла начинается роман с Бри, желающей получить развод от Орсона. Во время драки с Орсоном на празднике в честь Рождества на Вистериа Лейн падает частный самолёт и разбивает домик, в котором происходила драка. Карл скончался в больнице.
- Мэйнард Джеймс «Эм Джей» Дельфино (Мейсон Вэйл Коттон) — сын Сьюзан и Майка Дельфино, родившийся в 4 сезоне.
- Йен Хэйнсуорт (Дугрей Скотт) — персонаж третьего сезона, богатый англичанин. Любовь его жизни — Джейн, она была его единственной девушкой. Однако в результате падения с лошади она попадает в кому на несколько лет и впоследствии умирает. В больнице Йен знакомится со Сьюзан, которая в это время ухаживает за Майком, который также лежит в коме. Они начинают встречаться и влюбляются друг в друга. Дело даже доходит до свадьбы, однако в последний момент Сьюзан уходит к Майку.
- Джексон Брэдок (Гейл Харольд) — парень Сьюзан в пятом сезоне, маляр. Сначала они со Сьюзан договорились, что у них не будет серьёзных отношений, но позже Джексон влюбился в неё, но Сьюзан отказалась уехать с ним в другой город. Потом Джексон вернулся и сделал ей предложение, Сьюзан была растрогана и согласилась, но потом Джексон рассказал, что подразумевал фиктивный брак, так как он канадец и его должны были депортировать. В итоге, брак не состоялся из-за ареста Джексона после звонка в службу миграции от Дейва Уильямса.
- Тим Бреммер (Крис Кармак) — кузен Сьюзан, у которого была интрижка с Кэтрин, недавно расставшейся с Адамом.
- Софи Бреммер (Лесли Энн Уоррен) — мать Сьюзан.
- Морти Фликман (Боб Ньюхарт) — муж Софи, отчим Сьюзан.
- Эддисон Пруди (Пол Дули) — биологический отец Сьюзан.
- Адель Дельфино (Селия Уэстон) — мать Майка.
- Ник Дельфино (Роберт Форстер) — отец Майка.
- Рон Маккриди (Джей Харрингтон) — хирург местной больницы, возлюбленный Сьюзан во втором сезоне.
- Максин Роузен (Лэйни Казан) — владелица дома, в который Дельфино переезжают в 7 сезоне, и собственного эротического веб-сайта.

## Линетт Скаво и её окружение
- Линетт Скаво (Фелисити Хаффман) — в прошлом Линетт была преуспевающим рекламщиком, но она оставила работу ради того, чтобы посвятить себя воспитанию четырёх детей. Сначала она мечтала вернуться на работу, однако потом она понимает, что семья — это всё-таки главное. И вместе с мужем они открывают пиццерию. Через семь лет Линетт и её муж Том продают её, Линетт снова выходит на работу, а чуть позже выясняется, что Линетт снова ждёт двойню. В восьмом сезоне становится соучастницей преступления. После расставания с Томом всё ещё не может его разлюбить. Линетт его настолько любит, что испытывает угрызения совести, пытаясь наладить личную жизнь. Недолюбливает Джейн. Под конец восьмого сезона остаётся с Томом.
- Том Скаво (Даг Сэвант) — муж Линетт, часто бывал в разъездах, метил на кресло вице-президента фирмы. После увольнения из фирмы поменялся ролями с Линетт и начал присматривать за детьми. Позже он понял, что это не то, о чём он мечтает, и открыл пиццерию. В седьмом сезоне получает должность финансового директора в крупной компании и добивается больших успехов, несмотря на недовольство Линетт. В восьмом сезоне расстаётся с Линетт и питает симпатию к Джейн. Под конец этого же сезона расстаётся с ней и возвращается к Линетт.
- Портер и Престон Скаво (Шейн и Брент Кинсманы; Чарли Карвер и Макс Карвер) — сыновья-близнецы четы Скаво, родились в феврале 1998 году. В пятом сезоне Портер встречался с замужней женщиной, матерью своего одноклассника, Энн Шиллинг. В шестом сезоне Престон вместо учёбы в колледже поехал в путешествие в Европу, вернулся оттуда с невестой-аферисткой славянского происхождения — Ириной. В восьмом сезоне Портер и Джули объявили о том, что станут родителями. Это заявление не сильно обрадовало его родителей, ведь он достаточно безответственный.
- Паркер Скаво (Зейн Хайетт, Джошуа Логан Мур) — младший сын Скаво, родился в ноябре 1999 года. Узнаёт тайну Карен, но понимает её. Самый умный из детей Линетт и Тома.
- Пенни Скаво (Дилан и Джордан Клайн; Дэриен и Керстин Пинкертон; Кендалл Эпплгейт; Дарси Роуз Биннс) — дочь Линетт и Тома Скаво, родилась в 2004 году. С рождением сестры, стала помогать маме, видя как она устаёт. Данные действия негативно сказываются на её успеваемости.
- Пэйдж Скаво — новорождённая дочь Линетт и Тома, одна из близнецов. Об этой беременности Линетт узнала, когда работала на Карлоса Солиса, подумав, что рак вернулся. Брат-близнец Пэйдж, Патрик, так и не родился, погиб после падения Линетт при крушении самолёта на празднике, когда она спасала Селию Солис. Роды у Линетт принимал Эдди, который в это время держал её в заложниках в доме своей матери. Том хотел назвать дочь Патрисией, но Линетт была против, сказав, что хочет назвать дочь в честь своей тёти Полли.
- Кайла Хантингтон Скаво (Рэйчел Дж. Фокс) — внебрачная дочь Тома Скаво. После смерти матери переезжает в дом Скаво. Девочка очень не любит Линетт: она подговаривает одного из близнецов спрыгнуть с крыши, а затем угрожает навредить малышке Пенни. Линетт не выдерживает и даёт Кайле пощёчину, и тогда девочка рассказывает своему психологу, что Линетт бьёт её. Дело доходит до того, что Линетт арестовывают. Она просит мужа предпринять что-нибудь, и Том понимает, что Кайла — угроза для его семьи. Тогда Том отсылает Кайлу к её дедушке и бабушке.
- Нора Хантингтон (Кирстен Уоррен) — мать Кайлы, когда-то встречалась с Томом Скаво. Очень вульгарная женщина, везде суёт свой нос. Пытается увести мужа у Линетт, однако ей это не удаётся. Умирает от огнестрельного ранения во время захвата заложников в супермаркете.
- Стелла Уингфилд (Полли Берген) — мать Линетт. Была зависима от алкоголя, из-за частого приёма которого пропускала важные мероприятия дочери. Позже осознала свои ошибки.
- Глен Уингфилд (Ричард Чемберлен) — отчим Линетт, гей.
- Фрэнк Камински (Ларри Хэгмэн) — состоятельный жених матери Линетт, появившийся в 7 сезоне. Не поддерживает никаких связей со своими родственниками и не намерен оставлять им наследство.
- Эд Феррара (Керри Грэм) — руководитель рекламного агентства, босс Тома и Линетт во 2-3 сезонах.
- Нина Флетчер (Джоэли Фишер) — начальница Линетт во втором сезоне.
- Стю Дарбер (Чарли Бэбкок) — сотрудник рекламного агентства, у которого был служебный роман с Ниной. Позже открыл собственную фирму и помогал Бри в продвижении её книги.
- Рик Колетти (Джейсон Гедрик) — шеф-повар пиццерии Скаво в третьем сезоне, влюблённый в Линетт. Позже открыл собственный ресторан.
- Энн Шиллинг (Гейл О’Грэйди) — возлюбленная Портера в пятом сезоне, мать его друга Кирби.
- Уоррен Шиллинг (Питер Онорати) — муж Энн, владелец клуба.
- Ирина Косакова (Хелена Маттссон) — невеста Престона в шестом сезоне. Линетт с самого начала не доверяет ей и в итоге выясняет, что Ирина — коварная аферистка, у которой на счету уже два брака. Об этом узнаёт Престон и бросает её в день свадьбы. Задушена Эдди.
- Родни Скаво (Райан О’Нил) — отец Тома.
- Эллисон Скаво (Лоис Смит) — мать Тома, чрезмерно любящая своего сына. В восьмом сезоне приезжает домой к Скаво. Страдает от старческого маразма, на что намекает Линетт. После того, как Эллисон потерялась в толпе на Хеллоуин, Том отправляет её в приют для престарелых.
- Эдди Орлофски (Джош Цукерман) — работник кофейни, совершивший серию убийств и нападений на девушек. Глубоко несчастный подросток, которого никто не воспринимает всерьёз. Дружит с Дэнни Боленом и пробует себя в разных отраслях, но не снискал успеха ни в одной. Линетт и Том предложили ему какое-то время пожить в их доме.
- Барбара Орлофски (Дайан Фарр) — мать Эдди. Пристрастилась к алкоголю и праздному образу жизни после ухода мужа. Мэри Эллис пыталась ей помочь, но Барбара указала на её навязчивость. Из-за проблем с алкоголем она и Эдди живут в нищете. Узнаёт страшную тайну своего сына, впоследствии чего была убита им же.
- Джейн Карлсон (Андреа Паркер) — доктор и возлюбленная Тома в 8 сезоне. Первые отношения Джейн не увенчались успехом. Джейн и Том познакомились во время его расставания с Линетт. Испытывает некую неприязнь к жене Тома. У Джейн есть взрослая дочь Хлоуи. Под конец 8 сезона, Том расстаётся с ней и возвращается к Линетт.
- Хлоуи Карлсон (Руби Льюис) — дочь Джейн от первого брака. Работает инструктором по аэробике. При первой встрече, Линетт ошибочно принимает её за любовный интерес Тома.

## Бри Ван де Камп и её окружение
- Бри Ван де Камп (в 3-м, 4-м, 5-м и 6-м сезонах — Бри Ходж) (Марсия Кросс) — перфекционистка во всём. У неё везде идеальный порядок, но в то же время в её семье больше всего проблем. Её первый муж — садомазохист и изменник, сын — гей, а дочь не очень разборчива в половых связях. Со вторым мужем (Орсоном Ходжем) Бри повезло уже больше, если не считать, что его подозревали в убийстве и он сбил одного их соседа. Потом, из-за клептомании Орсона, Бри принимает отчаянные попытки развестись с ним. В восьмом сезоне от неё отворачиваются все подруги из-за чрезмерного количества тайн. Во время допросов взяла всю вину на себя. Пыталась покончить с собой, но спасена Рене.
- Рекс Ван де Камп (Стивен Калп) — преуспевающий доктор и первый муж Бри Ван де Камп. Его, как и других членов семьи, крайне раздражает перфекционизм Бри, и он это выражает изменами. В конце первого сезона он умирает с уверенностью, что его отравила Бри.
- Эндрю Ван де Камп (Шон Пайфром) — сын Рекса и Бри. В начале сериала находится в состоянии постоянного конфликта с матерью, из-за чего она впоследствии выгоняет его из дома. После восьми месяцев жизни на улице возвращается домой и налаживает отношения с семьёй. Некоторое время работает в пиццерии Скаво, затем становится личным ассистентом Бри. Гомосексуал. Совершает каминг-аут в первом сезоне, когда заводит роман со своим другом Джастином.
- Даниэль Ван де Камп (Джой Лорен) — дочь четы Ван де Кампов. У неё с матерью очень частые конфликты на почве личной жизни Даниэль. В третьем сезоне она беременеет от племянника Иди, после чего её отправляют в монастырь, чтобы скрыть этот позорный факт её биографии.
- Бенджамин Ходж — сын Даниэль и племянника Иди. Бри и Орсон выдавали его за своего сына, чтобы сохранить репутацию семьи. В конце 4 сезона тайну случайно узнает Иди и Бри рассказывает все подругам. В 1 серии 5 сезона Даниэль забирает его у Бри.
- Орсон Ходж (Кайл Маклахлен) — дантист, появляется в конце второго сезона, а его история раскрывается в третьем сезоне. Орсон — перфекционист, поэтому он находит много общего с Бри и женится на ней. Однако его подозревают в убийстве его первой жены, поэтому-то он и сбивает на машине Майка Дельфино. Добровольно отсиживает свой срок в тюрьме, чтобы Бри смогла простить его деяния. После крушения самолёта на Вистериа-Лейн он становится парализован ниже пояса. Пытался покончить с собой из-за депрессии, возникшей на фоне паралича. Уходит от Бри к своему физиотерапевту. В конце седьмого сезона становится свидетелем убийства Алехандро и шантажирует Бри в начале восьмого сезона, отправляя ей письма. Позже, всё-таки, сдаёт её полиции.
- Альма Ходж (Валери Махаффей) — первая жена Орсона Ходжа. Она безумно любит его и пытается удержать рядом с собой любыми средствами. Плетёт интриги вместе с Глорией и даже имитирует свою смерть. В 15 эпизоде третьего сезона она погибает по-настоящему, падая с крыши.
- Глория Ходж (Дикси Картер) — мать Орсона Ходжа. Появляется в третьем сезоне. Впервые мы видим её в доме престарелых, куда её отправил сын. Оттуда её забирает Бри, совершая огромную ошибку. Глория плетёт интриги и пытается воссоединить своего сына с его первой женой.
- Кэролин Бигсби (Лори Меткалф) — сотрудница банка. Подруга Альмы Ходж, подозревавшая Орсона в её убийстве. Узнав об измене мужа, взяла в заложники нескольких покупателей в его магазине. Убила Нору Хантингтон и ранила Линетт. После этого была обезврежена Артом и Остином и застрелена одной из заложниц.
- Джордж Уильямс (Роджер Барт) — владелец аптеки, влюблён в Бри. Ради неё отравил Рекса, за что поплатился собственной жизнью.
- Элеанор Мейсон (Кэрол Барнетт) — мачеха Бри.
- Генри Мейсон (Ронни Кокс) — отец Бри.
- Джастин (Райан Карнс) — друг Джона Роуланда, бойфренд Эндрю Ван де Кампа в 1 и 2 сезонах. Джастин живёт в одной квартире с Джоном, так как родители выгнали его из дома, узнав о гомосексуальности сына. Некоторое время работает садовником Солисов. Он подвергается нападению со стороны Карлоса (который ошибочно считает, что Джастин спал с Габриэль), что квалифицируется полицией как преступление на почве гомофобии. О любовной связи Джастина и Эндрю зрители узнают в 15 серии, когда Сьюзан Майер видит поцелуй парней. Их отношения продолжаются до конца второго сезона и, вероятно, заканчиваются после ухода Эндрю из дома.
- Алекс Коминис (Тодд Гринелл) — пластический хирург больницы Фэйрвью и бойфренд Эндрю в 5-7 сезонах. Первоначально появляется как лечащий врач Орсона, пострадавшего во время пожара в клубе. Позже выясняется, что у него серьёзные отношения с Эндрю. Уходит от Эндрю из-за его проблем с алкоголем.
- Филис Ван де Камп (Ширли Найт) — мать Рекса, бабушка Эндрю и Даниэль. В 4 сезоне, периодически присматривает за ребёнком Даниель.
- Алберт Голдфайн (Сэм Ллойд) — психоаналитик Бри в 1-2 сезонах.
- Питер Макмиллиан (Ли Тергесен) — бойфренд Бри во 2 сезоне, анонимный алкоголик и сексоголик.
- Моник Полье (Кэтлин Йорк) — девушка, в убийстве которой подозревают Орсона.
- Сэм Аллен (Сэм Пейдж) — сын Рекса, которого Бри берет на работу в 6 сезоне. Является аферистом и шантажом хотел отнять бизнес Бри.
- Преподобный Сайкс (Дэйкин Мэтьюз) — священник местной пресвитерианской церкви, часто помогающий советом Бри.
- Кит Уотсон (Брайан Остин Грин) — молодой бойфренд Бри (разница 17 лет), после развода с Орсоном Ходжем в 7 сезоне. Первоначально появился в сериале как подрядчик, ремонтирующий дом Бри. У Кита есть сын от первых отношений.
- Ричард Уотсон (Джон Шнайдер) — отец Кита. Испытывает симпатию к Бри.
- Мэри Уотсон (Нэнси Трэвис) — мать Кита.
- Эмбер Джеймс (Рошелль Эйтс) — бывшая девушка Кита, мать его сына Чарли.
- Чак Вэнс (Джонатан Кейк) — детектив местной полиции, бойфренд Бри в конце седьмого сезона. Хотел сделать Бри предложение в первых сериях восьмого сезона, но Бри рассталась с ним в тот же вечер. Преследует Бри, не приняв отказа. Сбит насмерть Орсоном.
- Трип Уэстон (Скотт Бакула) — адвокат, женился на Бри в конце восьмого сезона.

## Габриэль Солис и её окружение
- Габриэль Солис (Ева Лонгория) — раньше была супермоделью, но оставила подиум ради своего мужа Карлоса Солиса. Однако жизнь в пригороде оказалась не такой счастливой, как она ожидала. Их брак с мужем подвергся многим испытаниям: измена Габриэль, её выкидыш и впоследствии бесплодие, потом уже измена Карлоса и их развод. Однако это далеко не конец их отношений, даже несмотря на то, что Габриэль вышла замуж за нового мэра города, Виктора Ланга. Карлос и Габи снова воссоединяются, а во время урагана погибает Виктор Ланг. У Карлоса и Габриэль рождаются две дочери.
- Карлос Солис (Рикардо Антонио Чавира) — муж Габриэль, нечистый на руку бизнесмен. Больше всего мечтает о счастливой семье и детишках. На некоторое время становится слепым и работает массажистом в загородном клубе. После операции снова прозревает и выходит на прежнюю работу. Убив Алехандро, пристрастился к алкоголю и это негативно сказывается на отношениях с Габриэль. По наставлению своего босса ложится в клинику. Выйдя оттуда, открывает реабилитационный центр.
- Хуанита и Селия Солис (Медисон Де Ла Гарза и Даниэлла Балтодано) — дочери Габриэль и Карлоса Солисов, по мнению многих, страдающие излишним весом. Хуанита является неродной дочерью Габриэль и Карлоса Солисов, так как при её рождении медсестра перепутала новорожденных.

- Люсия Перес (Мария Кончита Алонсо) — мать Габриэль. Приезжает в гости к Солисам после разрыва с очередным «папиком». Предложила выносить ребёнка Габриэль и Карлоса в роли сурогатной матери, но была отвергнута дочерью из-за обиды на события из прошлого.

- Ана Солис (Майара Уолш) — племянница Карлоса. Солисы стали её официальными опекунами. Встречается с Дэнни Боленом. Не окончив школу, поехала в Нью-Йорк, чтобы начать карьеру модели.
- Шао-Мей (Гвендолин Ео) — домработница в доме Солисов, позже становится их суррогатной матерью. Девственности её лишает Карлос Солис, что приводит к весьма негативным последствиям.
- Джон Роуланд (Джесси Меткалф) — бывший садовник семьи Солисов. Когда был садовником, крутил роман с Габриэль. Женился на богатой наследнице сети отелей, после развода получил крупную сумму, открыл свой ресторан.
- Хелен Роуланд (Кэтрин Харольд) — мать Джона. Негативно относится к его роману с Габриэль.
- Виктор Лэнг (Джон Слэттери) — политик, мэр Фэйрвью. Женится на Габриэль после нескольких месяцев знакомства в корыстных целях. Убит во время торнадо куском забора. Как оказалось, после смерти все средства он завещел своему отцу.
- Милтон Лэнг (Майк Фаррелл) — влиятельный отец Виктора. Проявляет антипатию к Габи, считая её меркантильной.
- Хуанита «Мама» Солис (Люпе Онтиверос) — мать Карлоса, переехавшая к Солисам в первом сезоне, чтобы следить за Габи. Впала в кому, попав под колёса машины Эндрю Ван де Кампа, и впоследствии скончалась, упав с лестницы.
- Яо Линь (Люсиль Сунг) — домработница Солисов в 1 сезоне.
- Верн (Алек Мапа) — друг Габи, гей. Владелец школы юных моделей.
- Мэри Бернард (Мелинда Пейдж Хэмилтон) — сестра местной католической церкви, положившая глаз на Карлоса.
- Дэвид Брэдли (Эдриан Пасдар) — адвокат Карлоса, бабник, влюбился в Габриэль.
- Отец Кроули (Джефф Дюсетт) — священник местной католической церкви, которую посещают Солисы.
- Либби Коллинс (Николь Хилц) — стриптизерша, согласившаяся продать своего новорожденного ребёнка Солисам.
- Фрэнк Хэлм (Эдди Макклинток) — парень Либби, ждущий ребёнка, которого он считает своим.
- Дейл Хэлм (Сэм Хорриган) — брат Фрэнка, игрок бейсбольной команда школы, настоящий отец ребёнка Либби.
- Элли Леонард (Жюстин Бейтман) — наркоторговка, снимавшая комнату у Солисов в 4 сезоне. Убита Уэйном Дэвисом.
- Вирджиния Хильдебранд (Фрэнсис Конрой) — богатая одинокая дама, пытавшаяся купить расположение Солисов в 5 сезоне. А всё из-за того, что получила оргазм, пребывая на сеансе массажа Карлоса.
- Брэдли Скотт (Дэвид Старзак) — босс Карлоса Солиса и неверный муж. Зарезан кухонным ножом собственной женой Марией.
- Грейс Санчес (Сесилия Балаго) — биологическая дочь Карлоса и Габи, перепутанная в роддоме с Хуанитой. Любит те же вещи, что и её биологическая мать.
- Гектор и Кармен Санчес (Роландо Молина и Карла Хименес) — биологические родители Хуаниты, в семье которых живёт Грейс. Нелегальные иммигранты из Мексики. Из-за безответственности Габи, Гектор вынужден её подвезти, чтобы забрать пирог, впоследствии были остановлены патрульным полицейским и семейство Санчесов вынуждено бежать.
- Алехандро (Рамон Санчес) (Тони Плана) — отчим Габриэль, насилию со стороны которого она подвергалась в подростковом возрасте. Долгое время считался погибшим. Приезжает в Фэрвью в конце седьмого сезона, где и погибает от рук Карлоса, который в свою очередь защищал Габи.
- Дана (Бет Литтлфорд) — глава родительского комитета класса дочери Габриэль, Хуаниты. Между ними возникает война, в результате которой Габриэль случайно сбивает Дану. К удивлению Габи, Дана назначает главой комитета именно её.

## Иди Бритт и её окружение
- Иди Бритт (Николлетт Шеридан) — агент по продаже недвижимости, трижды в разводе. Профессиональная соблазнительница мужчин. Из-за Майка Дельфино между ней и Сьюзан разгорелся конфликт. Позже она переметнулась на Карлоса Солиса, что существенно повлияло на её отношения с Габриэль. По причине конфликта с Сьюзан, Габи, Бри и Линетт, Иди уезжает из Вистериа Лейн, но через несколько лет приезжает с новым мужем. Ближе к концу 5 сезона, попала в аварию и умерла от удара током, пытаясь сбежать от своего мужа Дэйва Уильямса. Женщина узнала о том, что её муж приехал на Вистериа Лейн, чтобы отомстить одному из жителей.
- Остин МакКенн (Джош Хендерсон) — сексуальный племянник Иди. Крутит роман одновременно и с Джули Майер, и с Даниэль Ван де Камп. После того, как последняя забеременела от него, он вынужден покинуть улицу.
- Трэверс Маклайн (Джейк Черри) — сын Иди Бритт, приезжает погостить к ней на несколько недель в год, остальное время живёт со своим отцом. Состоит в очень хороших отношениях с Карлосом Солисом. После смерти Иди Сьюзан, Габи, Бри, Линетт и миссис Маккласки отправляются в частную школу, где учится Трэверс, собираясь отдать ему прах матери, чтобы он мог развеять его. Однако юноша просит домохозяек сделать это самим.
- Дэйв Уильямс (Нил Макдонаф) — четвёртый муж Иди, переехавший с ней на Вистериа Лейн. Главный герой пятого сезона. Одержим идеей отомстить Майку и Сьюзан, которых считает виновными в гибели своей первой жены и дочери. В итоге попадает в психиатрическую клинику.

## Кэтрин Мейфеир и её окружение
- Кэтрин Мейфеир (Дана Дилейни) — ранее уже жила на Вистериа Лейн со своим мужем, но сбежала от него, когда её дочь Дилан погибает. В монастыре она находит точную копию своей погибшей дочери, через некоторое время переезжает обратно на Вистериа Лейн с Дилан и новым мужем. Впоследствии расстаётся с ним, Дилан уезжает. Майк Дельфино и Кэтрин начинают жить вместе. После того, как Майк снова женился на Сьюзан, Кэтрин попадает в психлечебницу, а выйдя оттуда, заводит роман с бывшей стриптизёршей Робин. Вместе они покидают Вистериа Лейн в шестом сезоне.
- Адам Мейфеир (Нейтан Филлион) — бывший муж Кэтрин, доктор.
- Дилан Мейфеир (Линдси Фонсека) — дочь Кэтрин Мейфеир. Милая девушка, которая не помнит своего детства, которое прошло здесь на Вистериа Лэйн, но как выяснилось позже (последняя серия 4 сезона), она не родная дочь Кэтрин.
- Уэйн Дэвис (Гэри Коул) — первый муж Кэтрин, офицер полиции.
- Лилиан Симс (Эллен Гир) — тётя Кэтрин.
- Робин Галлахер (Джули Бенц) — бывшая стриптизерша, возлюбленная Кэтрин в 6 сезоне.

## Бэтти Эпплуайт и её окружение
- Бетти Эпплуайт (Элфри Вудард) — пианистка. В конце первого сезона вместе с сыном переехала на Вистериа Лейн. У неё есть ещё один тайный сын, которого она держит в подвале. Её история раскрывается во втором сезоне.
- Мэттью Эпплуайт (Мехкад Брукс) — сын Бетти, встречался с Даниэль Ван де Камп, а позже погиб. Убил Мелани Фостер.
- Калеб Эпплуайт (Пейдж Кеннеди и Нашон Кирз) — умственно отсталый сын Бетти, которого она подозревает в убийстве Мелани Фостер.
- Кертис Монро (Майкл Айронсайд) — киллер, нанятый отцом Мелани Фостер для убийства Калеба. Погиб в подвале семьи Эпплуайтов в результате несчастного случая.

## Энджи Болен и её окружение
- Энджи Болен (Дреа Де Маттео) (настоящее имя Анджела де Лука) — жена Ника и мать Дэнни Боленов. 18 лет скрывается от полиции за случайное убийство человека при участии в эко-терроризме. Также скрывает своего сына от его настоящего отца, которого в шестом сезоне убивает с помощью самодельной бомбы.
- Ник Болен (Джеффри Нордлинг) — муж Энджи и отчим Дэнни Боленов. Настоящее имя — Доминик, бывший агент под прикрытием, помог сбежать Энджи от ФБР и отца её ребёнка. Когда они переехали на Вистериа Лейн, положил глаз на Джули Майер. Был подозреваемым в удушении Джули.
- Дэнни Болен (Бо Мирчофф) — сын Энджи Болен и Патрика Логана, эко-террориста, от которого она бежала. Настоящее имя Тайлер де Лука. Подозревался в нападении на Джули. Встречается с Анной Солис.
- Патрик Логан (Джон Барроумэн) — эко-террорист, от которого скрывалась Энджи и её семья 18 лет. Был взорван в собственной машине.
- Мона Кларк (Мария Коминис) — медсестра и соседка Боленов, узнавшая об их тайне и шантажировавшая семью. Во время разговора с Энджи, не успев отойти в сторону, была сбита упавшим на Вистериа Лейн самолётом. Скончалась в больнице.

## Рене Перри и её окружение
- Рене Перри (Ванесса Уильямс) — бывшая жена бейсболиста, одна из главных героинь седьмого и восьмого сезонов. Помогает Бри в трудную минуту, спасает её от самоубийства. Выходит замуж за Бена Фолкнера в конце 8 сезона.
- Даг Перри (Реджи Остин) — муж Рене, игрок команды «Major League Baseball», живёт в Нью-Йорке. Находится в процессе развода с Рене.[1]
- Бен Фолкнер (Чарльз Межер) — подрядчик, появившийся в 8 сезоне. Помогает скрыть следы преступления Карлоса, но на своих условиях. В конце 8 сезона делает предложение Рене.

## Мэри Элис Янг и её окружение
- Мэри Элис Янг (Бренда Стронг) — домохозяйка, застрелилась в самом начале пилотного выпуска, получив странное письмо. После смерти она узнаёт много нового о своих подругах и вообще о всех людях на Вистериа Лейн. Именно её голос мы слышим в начале и конце каждой серии «Отчаянных домохозяек».
- Пол Янг (Марк Мозес) — вдовец после самоубийства Мэри Элис. Делая вид, что его ничего не беспокоит, он активно разыскивает отправителя странного письма, которое послужило причиной самоубийства. Выяснив, что его написала Марта, он убивает её. Позже Фелиция Тилман подставляет его и он попадает в тюрьму. Через десять с лишним лет выходит из тюрьмы и получает солидную компенсацию за судебную ошибку. Возвращается на Вистерия-Лейн с намерением отомстить бывшим друзьям. Для этого планирует открыть там центр реабилитации бывших заключенных. В итоге осознаёт свои ошибки и решает рассказать полиции об убийстве Марты.
- Зак Янг (Коди Кэш) — сын четы Янгов. На самом деле является биологическим сыном Майка Дельфино и его девушки Дейдры Тейлор. После самоубийства матери у него пошатнулось психическое здоровье. В детстве был влюблён в Джули Майер. В третьем сезоне влюблён в Габриэль Солис. В 7 сезоне стрелял в Пола Янга. Страдал от наркотической зависимости — Пол и Майк Дельфино отвезли его в реабилитационную клинику.
- Дейдра Тэйлор (Джоли Дженкинс) — биологическая мать Зака, наркоманка. Была случайно убита Мэри Элис, когда пыталась забрать ребёнка.
- Ноа Тэйлор (Боб Гантон) — отец Дейдры, биологический дед Зака. Умирает, когда внук отключает его от аппарата, поддерживающего жизнь.
- Марта Хьюбер (Кристин Эстабрук) — жительница Вистериа Лейн, из-за шантажа которой покончила с собой Мэри Элис. Убита Полом Янгом.
- Фелиция Тиллман (Гарриет Сэнсом Гаррис) — сестра Марты Хьюбер. Имитировала собственное убийство, чтобы упрятать в тюрьму Пола Янга. Сменяет Пола Янга в тюрьме, когда её обвиняют в фальсификации своей смерти. Позже выходит оттуда и безуспешно пытается убить Пола. Скрывается от полиции, но вскоре попадает в автокатастрофу.
- Бет Янг (Эмили Бергл) — вторая жена Пола. Дочь Фелиции Тилман. Покончила с собой в середине 7 сезона.

## Другие персонажи
- Ли МакДэрмотт (Кевин Ром) — супруг адвоката Боба Хантера, переехавшего в дом № 4351 на Вистериа Лейн по соседству со Сьюзан. С момент знакомства Ли невзлюбил свою соседку, и долгое время между ними оставались очень напряжённые отношения. В пятом сезоне Ли больше времени проводит с домохозяйками, иногда даже принимая участие в их покерных вечерах. После того, как Джексон уезжает от Сьюзан, Ли пытается утешить женщину и между ними наконец зарождается дружба. В шестом сезоне Ли получает лицензию риэлтора — именно он продал Боленам дом Янгов, хотя Энджи вынудила его признаться, что Мэри Элис покончила с собой прямо в гостиной. Боб и Ли часто присматривают за Эм Джеем, но недолюбливают детей Солисов (в особенности Ли).
- Боб Хантер (Так Уоткинс) — муж Ли. Успешный адвокат, в своё время защищавший Портера Скаво, подозреваемого в поджоге бара, и Дэнни Болена, подозреваемого в нападении на Джули. Когда Боб и Ли только переехали на Вистериа Лейн (они соседи Сьюзан Майер), у пары возникли разногласия с хозяйственным комитетом Вистериа Лейн, возглавляемым Кэтрин, из-за шумного фонтана. Кроме того, у них достаточно напряжённые отношения со Сьюзан, хотя женщина долгое время безуспешно пыталась завоевать их благосклонность. Она даже заперла их собаку Ральфа в гараже, надеясь позже героически вернуть её хозяевам, однако всё заканчивается тем, что собака вымазывается в жёлтой краске из гаража Дельфино и пачкает костюм Боба за 2 тысячи долларов. В конце 4 сезона Боб и Ли становятся официальными супругами.
- Дженни Хантер-МакДэрмотт (Изабелла Эйкрес) — приёмная дочь Боба и Ли. Испытывает трудности в общении с отцами, будучи подростком. Видит авторитет в лице Рене и восхищается её жизнью.
- Карен МакКласки (Кэтрин Джустен) — весёлая старушка-сплетница. Подрабатывает няней у Скаво. В третьем сезоне выясняется, что она хранит труп своего мужа в холодильнике, но чисто из финансовых соображений. В шестом сезоне из-за Сьюзан Майер обручается с Роем. В том же сезоне выясняется, что у неё рак легких. После недолгой ремиссии умирает от него в финале сериала.
- Роберта Симмонс (Лили Томлин) — старшая сестра Карен, помогающая ей вывести Дэйва на чистую воду в пятом сезоне.
- Рой Бендер (Орсон Бин) — возлюбленный, позже — муж Карен. В свободное от любовных похождений время, подрабатывает плотником.
- Арт Шепард (Мэтт Рот) — житель Вистериа Лейн в третьем сезоне. Помогает обезвредить Кэролин Бигсби во время захвата заложников в супермаркете. Покидает улицу после обвинений в педофилии.
- Ребекка Шепард (Дженнифер Дундэс) — тяжелобольная сестра Арта. Умирает, когда его обвиняют в совращении малолетних.
- Айда Гринберг (Пэт Кроуфорд Браун) — старушка-сплетница, подруга Карен Маккласки. Какое-то время была зависима от алкоголя. Погибла в доме Карен Маккласки во время торнадо, спасая детей и мужа Линетт Скаво.
- Элай Скраггз (Бо Бриджес) — незаменимый техник Вистериа Лейн. На протяжении 10 лет выполнял различные ремонтные работы, само собой участвуя в личных проблемах домохозяек. После смерти Элис Янг дал себе слово, что будет помогать всем жителям Вистериа Лейн. Умер от сердечного приступа на крыше у Сьюзан. После его смерти главные героини осознали, что он принимал участие в очень важных событиях их жизни.
- Эмили Портсмит (Джули Макнивен) — официантка в кофейне. Была удушена.
- Тереса Прюит (Патриша Маккормак) — бывшая медсестра роддома при городской больнице Фэйрвью. Умирает в больнице, перед смертью открывает священнику тайну, которую хранила много лет.
- Митци Кински (Минди Стерлинг) — жительница Вистериа Лейн. Недолюбливает всех жителей и покидает Вистериа Лейн во время бунта заключённых.